# Herpestes brachyurus hosei
Herpestes brachyurus hosei (мангуста Хозе) — підвид хижих ссавців виду Herpestes brachyurus родини Мангустові (Herpestidae). Деякі дослідники виділяють в окремий вид — Herpestes hosei.

## Розповсюдження
Вид зустрічається у Малайзії у штаті Саравак.

## Опис
Мангуста Хозе має коротке червонувато-коричневе хутро, кігті прямі і тонкі, та менший від інших підвидів череп із заокругленою нижньою щелепою.